# Zend引擎
Zend引擎是一個开源脚本引擎（一個虛擬機），因作为PHP語言的重要核心而聞名。它原由仍在以色列技術學院的學生 Andi Gutmans 與 Zeev Suraski 所開發。他們之後在以色列特拉维夫的拉馬干（Ramat Gan）創立了Zend 技術公司。Zend一名為他們名字Zeev和Andi所組成的新字。
第一版的 Zend 引擎在1999年伴隨著PHP第四版問世。它是高度最佳化的後台模組。效能、可靠與延展性是它讓PHP更強更大眾化的主要原因。
Zend Engine II 随着 PHP 5 问世。
最新的版本是Zend Engine III， 最初代号为 phpng，这是为了PHP7和大幅提高性能而开发。

## 外部連結
- .   [2006-02-04]. （原始内容存档于2007-11-06） （英语）.
- .   [2006-02-04]. （原始内容 (TXT)存档于2019-01-18） （英语）.